# IK Frisk Asker
IK Frisk Asker je profesionální norský hokejový tým. Byl založen v roce 1922.